# Союз спасіння
Союз спасіння, або Союз порятунку — одна з перших таємних політичних організацій, з яких потім виріс рух декабристів у Росії й в Україні. Коли Союз оформився і розробив свій статут (головний автор його — Пестель Павло Іванович), воно отримало назву Товариства істинних і вірних синів Вітчизни. Метою Союзу спасіння була ліквідація кріпацтва й абсолютизму і встановлення конституційної монархії.
Мала масонські форми організації (див. Масонство), поділялася за ступенями підлеглості на «братів», «мужів» та організаторів союзу — «боляр» («бояр»).

## Історія створення
Утворений у Петербурзі в лютому 1816 групою гвардійських офіцерів. Ініціаторами Союзу спасіння були 24-річний полковник Генерального штабу Муравйов Олександр Миколайович, князь Трубецькой Сергій Петрович, старший офіцер Генерального штабу, підпоручик Генерального штабу Муравйов Микита Михайлович, підпоручик лейб-гвардії  Семенівського полку Якушкін Іван Дмитрович та брати Муравйови-Апостоли Матвій і Сергій, що служили в  Семенівському полку.
Серед членів (близько 25–30 осіб) були майбутні декабристи українського походження або пов'язані з Україною (брати  Матвій і  Сергій Муравйови-Апостоли, Вольховський Володимир Дмитрович, Полторацький Олександр Павлович, Новіков Михайло Миколайович, Пестель Павло Іванович та ін.).

## Цілі та принципи діяльності
Статут першого товариства  декабристів не дійшов до нас: самі декабристи спалили його, коли в 1818 році перетворювали своє товариство. Але з численних свідчень  декабристів відомо його зміст. Урочисте введення до Статуту написав Долгоруков Ілля Андрійович, основна ж частина була написана  Пестелем. Мета товариства — ліквідація кріпосного права і  самодержавства; замість самодержавства пропонується ввести представницьку форму правління у вигляді  конституційної монархії. Члени таємного товариства вважали, що необхідно примусити царський уряд погодитися на представницьке правління і зробити це зручніше за все в момент зміни імператорів на престолі. Декабристи вирішили діяти для народу, але без народу. Жахи народної  революції лякали їх. Також статут зобов'язував домагатися того, щоб члени товариства зайняли важливі пости в державі як по військовій, так і по цивільній лініях; водночас зобов'язував боротися за відсторонення іноземців від впливу в державі.

## Московська змова
Восени 1817 року царський двір вирішив на рік переїхати з Петербурга до Москви в зв'язку з закладкою на Воробйових горах храму на честь перемоги у війні 1812 року. Два гвардійських полку повинні були супроводжувати царський двір. Майже всі члени таємного товариства вирушили до Москви в складі своїх полків. Таким чином, таємне товариство переселилося з Петербурга до  Москви. Восени 1817 виникла так звана московська змова. У членів Союзу спасіння виникла думка: чи не можна прискорити зміну монархів на престолі шляхом царевбивства.  Якушкін запропонував себе в царевбивці. Він хотів узяти два пістолети, піти в Успенський собор, де повинен був бути присутнім імператор Олександр І, з одного пістолета вбити його, а з іншого себе. Після гарячих суперечок план  Якушкіна був відкинутий, хоча по суті на царевбивство погоджувалися майже всі члени товариства, питання стояло в доцільності цього. Декабристи усвідомлювали безсилля своєї нечисленної групи.

## Ліквідація
Було вирішено ліквідувати колишню організацію і заснувати іншу на нових засадах: перш за все чисельно розширити товариство і завойовувати  громадську думку. Почалася робота над Статутом нової організації, яку вирішено було назвати Союз благоденства. Для вербування нових членів у Москві діяла проміжна організація Військове товариство. Очолили його Муравйов Микита Михайлович і Катенін Павло Олександрович, друг  Пушкіна і  Грибоєдова. Члени Військового товариства вирізали на клинках своїх шпаг напис «За правду».
У 1818 році розпочала свою діяльність нова декабристська організація Союз благоденства.